# Comisarul X și „Panterele albastre”
Comisarul X și „Panterele albastre” (titlul original: în germană Kommissar X - Drei blaue Panther) este un film de crimă și acțiune, coproducție italo–vest-germano–canadiană realizat în 1968 de regizorul Gianfranco Parolini, 
după romanul omonim al scriitorului Bert F. Island, protagoniști fiind actorii Tony Kendall, Brad Harris, Corny Collins și Hannelore Auer.

## Rezumat
Smoky și Anthony îl eliberează pe Arthur Tracy dintr-un transport de deținuți. Arthur Tracy a furat odată bijuterii în valoare de 3 milioane de dolari și le-a dat fratelui său Robert pentru a le păstra. După ce a distras atenția poliției cu un asemănător Arthur Tracy mort, gașca vrea bijuteriile lui Robert Tracy înapoi. El refuză, dar este împușcat de Arthur Tracy la expoziția EXPO 1967 din Montreal, care apoi își însușește poziția acestuia.
Inspectorul X, angajat de o companie de asigurări, găsește bijuteriile în „Trei pantere albastre”. În cele din urmă, banda amenință că o va ucide pe văduva lui Robert, Elizabeth, dacă nu primește bijuteriile.

## Distribuție
- Tony Kendall – Jo Louis Walker / comisarul X
- Brad Harris – căpitanul Tom Rowland
- Corny Collins – Emily Lambert
- Hannelore Auer – Betty Rogers
- Siegfried Rauch – Anthony
- Erika Blanc – Elizabeth Tracy
- Franco Fantasia – Robert Tracy / Arthur Tracy
- Erwin Strahl – inspectorul Lefèvre
- Frank Kramer – Smoky
- Laci v. Ronay – inspectorul Barry
- Carlo de Castro – William Rogers
- Fortunato Arena – ucigașul cu harpon
- Giuseppe Mattei – un criminal
- Jens Herold – doctorul

## Lansare
Filmul Comisarul X și „Panterele albastre a avut premiera în Italia pe data de 30 martie 1968.
În România premiera filmului a avut loc la data de 16 februarie 1970 la cinematografele „București” și „Favorit” din capitală.